# Dear God (dokumentarfilm)
 For alternative betydninger, se Dear God. (Se også artikler, som begynder med Dear God)
Dear God er en dansk dokumentarfilm fra 2006, der er instrueret af Lise Birk Pedersen efter manuskript af hende selv og Jannik Tai Mosholt.

## Handling
Filmen tegner et stemningsmættet portræt af det støvede Dead Letters Office og stedets postmester. I en fabriksbygning i Jerusalems industrikvarter ligger det israelske postvæsens afdeling for strandet post. Her modtager Avi Yaniv breve til Gud, skrevet af mennesker fra hele verden, der har noget på hjerte og ønsker sig, at livet bliver anderledes. En dag om året bringes de mange hundrede breve til Gud til deres rette destination. Avi Yaniv, "Guds postmester", tager brevene med ned til grædemuren for at putte ønskerne ind i murens sprækker.